# Pride Walk

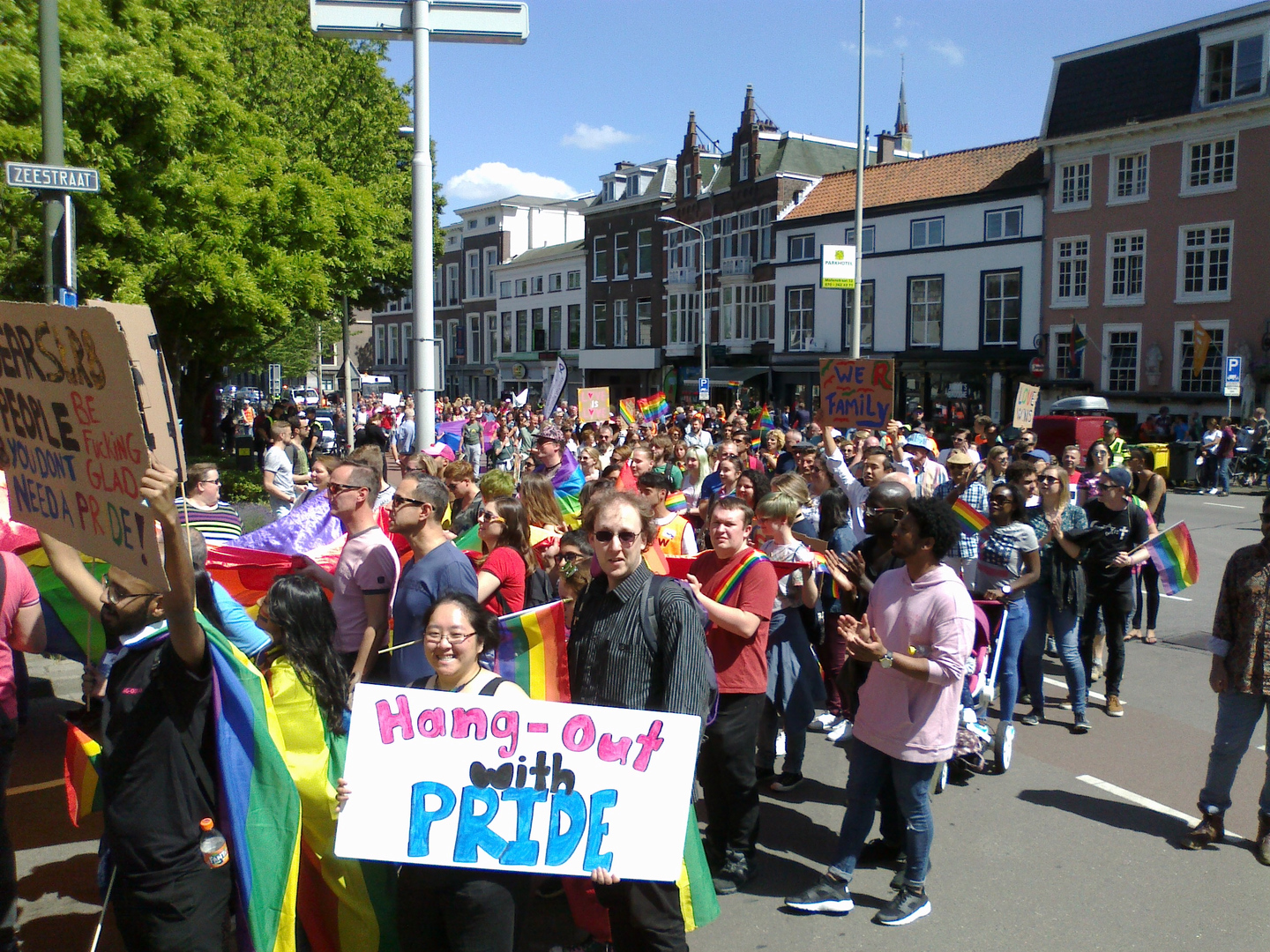
Pride Walk in Den Haag; 2017.

Een Pride Walk is een feestelijke en demonstratieve optocht in Nederland in het kader van de Gay Pride, als variant op de Gay Pride Parade, waarbij aandacht wordt gevraagd voor de emancipatie van LGBT-ers en actie wordt gevoerd tegen discriminatie en vervolging en antihomoseksueel geweld zowel in het binnen- als het buitenland.
In Amsterdam vond de eerste Pride Walk plaats in het kader van de Amsterdam Gay Pride in 2012 van het Mercatorplein naar het Homomonument op de Westermarkt.
In 2014 liepen zo'n 1.500 mensen mee en werd een 25 meter lange regenboogvlag meegedragen die aan de Westertoren werd opgehangen.
Tijdens de EuroPride in 2016 ging de Pride Walk van het Vondelpark naar de Dam en in 2017 van het Homomonument via de Rozengracht en Marnixstraat naar het Vondelpark, waar onder de naam 'Pride Park' allerhande optredens en activiteiten plaatsvonden.
In 2018 en 2019 werd voor de Pride Walk de route via de Raadhuisstraat, Rokin en Weteringschans gevolgd. In 2020 was er geen Pride Walk wegens de coronacrisis, in 2021 was het startpunt in het Martin Luther Kingpark en ging de route via de Rijnstraat, Utrechtsestraat en Rokin naar het Damrak. In 2022 was de route vanaf de Dam via Rokin, Vijzelstraat en Weteringschans naar het Vondelpark ('Pride Park').
De Pride Walk kreeg in Nederland navolging in andere steden: in Rotterdam wordt sinds 2015 een Pride Walk gehouden in het kader van de Rotterdam Pride en in Amersfoort is er sinds 2016 een dergelijke optocht als onderdeel van de Gaypride Amersfoort. In Den Haag was er op 10 juni 2017 voor het eerst een Pride Walk, in hetzelfde weekend als het The Hague Rainbow Festival. Ook in Zwolle werd er in 2019 een Pride georganiseerd; eveneens sinds 2019 is er op Roze Woensdag tijdens de Nijmeegse Vierdaagse een Pride Walk die een klein deel van de route van de Vierdaagse achter de laatste deelnemers aan loopt. Op 10 juni 2023 was er voor het eerst een Pride Walk in Eindhoven tijdens Eindhoven Pride.
Amsterdam Leather Pride ·
Antwerp Pride ·
Circuit party ·
Coming-Outdag ·
Dublin Gay Theatre Festival ·
EuroGames ·
EuroPride ·
Femme van het Jaar ·
Folsom Europe ·
Gay Games
(Gay Games 1998) ·
Gay Pride Parade
(The Belgian Pride ·
İstanbul Pride ·
Roze Zaterdag) ·
Internationale Dag tegen Homofobie en Transfobie · 
L-day ·
La Demence ·
Midzomergracht ·
Mister Gay Belgium ·
Mister Gay World ·
Paarse Vrijdag ·
Pink Christmas ·
Pride Amsterdam ·
Pride Walk ·
Rapido ·
Rotterdam Pride ·
Roze Filmdagen ·
Roze Maandag ·
Roze Meifeest · 
Roze Woensdag ·
Roze Zaterdag · 
Roze Zondag · 
Utrecht Canal Pride · 
World Outgames ·
Zwolle Pride
 Portaal LHBT